# Hemionitis rufa
Hemionitis rufa är en kantbräkenväxtart som först beskrevs av Carolus Linnaeus, och fick sitt nu gällande namn av Olof Peter Swartz. Hemionitis rufa ingår i släktet Hemionitis och familjen Pteridaceae. Inga underarter finns listade.